# مالی سینگ
مالی سینگ (به انگلیسی: Mali Singh) یک روستا در پاکستان است که در پنجاب واقع شده‌است. مالی سینگ ۱۶۹ متر بالاتر از سطح دریا واقع شده‌است.